# Pachyrhizus
Pachyrhizus és un petit gènere de plantes amb flors que conta de 6 espècies de plantes tropicals i subtropicals que creixen a partir de grans arrels mestres comestibles.

## Jícama
La jícama (P. erosus) és una liana amb arrelsmestres esfèriques o allargades. Les seves llavors quan són tendres també són comestibles. Les llavors madures tenen alts nivells de rotenona que és un insecticida natural. La resta de les parts de la jícama són molt verinoses.

## Goitenyo
Goiteño, nupe, jacatupe (Pachyrhizus tuberosus) és una planta enfiladissa anual. Les seves llavors contenen molta proteïna i les seves arrels o tubercles són suculentes, dolces i rics en midó i en proteïna. Les fulles i tavelles també són comestibles. Es cultiva a l'Amazonia.

## Ahipa
The ahipa o ajipa (Pachyrhizus ahipa) és molt semblant a la jícama i el goitenyo. No és una liana i creix fins a 2.000 m d'altitud a Bolívia. S'aprofita l'arrel. Els científics britànics la introduïren a les Índies Occidentals (West Indies) on també es cultiva (Vietmeyer 1992).